# Тео, Адриен
Адриен Тео (фр. Adrien Théaux; род. 18 сентября 1984 года, Тарб) — французский горнолыжник, бронзовый призёр чемпионата мира 2015 года в супергиганте, участник трёх Олимпийских игр (2010, 2014. 2018), победитель трёх этапов Кубка мира. Специалист скоростных дисциплин.
В Кубке мира Тео дебютировал в 2004 году, в декабре 2010 года впервые попал в тройку лучших на этапе Кубка мира. Всего на сегодняшний день имеет 13 попаданий в тройку лучших на этапах Кубка мира, в том числе три победы. Лучшим достижением в общем зачёте Кубка мира является для Тео 11-е место в сезоне 2015/16.
На Олимпиаде-2010 в Ванкувере, стартовал в трёх дисциплинах: скоростной спуск — 16-е место, комбинация — 12-е место, супергигант — 13-е место.
В 2014 году на Олимпийских играх в Сочи показал следующие результаты: скоростной спуск — 18-е место, супергигант — 11-е место, суперкомбинация — 17-е место.
На Олимпийских играх 2018 года в Пхёнчхане занял 26-е место в скоростном спуске и 15-е место в супергиганте.
За карьеру принимал участие в 9 чемпионатах мира (2007, 2009, 2011, 2013, 2015, 2017, 2019, 2023, 2025). Кроме бронзы в супергиганте в 2015 году ещё 7 раз попадал в топ-10.
Принял участие в горнолыжных соревнованиях в рамках зимних Всемирных военно-спортивных игр 2010 года, где первенствовал в гигантском слаломе.
Использует лыжи и ботинки производства фирмы Salomon.

### Зимние Олимпийские игры
| Олимпийские игры | Скоростной спуск | Супергигант | Гигантский слалом | Слалом | Комбинация | Команды |
| ---------------- | ---------------- | ----------- | ----------------- | ------ | ---------- | ------- |
| 2010 Ванкувер    | 16               | 13          | —                 | —      | 12         | н/д     |
| 2014 Coчи        | 18               | 11          | —                 | —      | 17         | н/д     |
| 2018 Пхёнчхан    | 26               | 15          | —                 | —      | —          | —       |

## Победы на этапах Кубка мира (3)
По состоянию на 6 января 2016 года
| № | Сезон   | Дата        | Место          | Дисциплина           |
| - | ------- | ----------- | -------------- | -------------------- |
| 1 | 2010/11 | 16 мар 2011 | Ленцерхайде    | Скоростной спуск     |
| 2 | 2012/13 | 2 мар 2013  | Квитфьелль     | Скоростной спуск (2) |
| 3 | 2015/16 | 29 дек 2015 | Санта-Катерина | Скоростной спуск (3) |